# Monsonia umbellata
Monsonia umbellata là một loài thực vật có hoa trong họ Mỏ hạc. Loài này được Harv. mô tả khoa học đầu tiên năm 1860.

## Hình ảnh

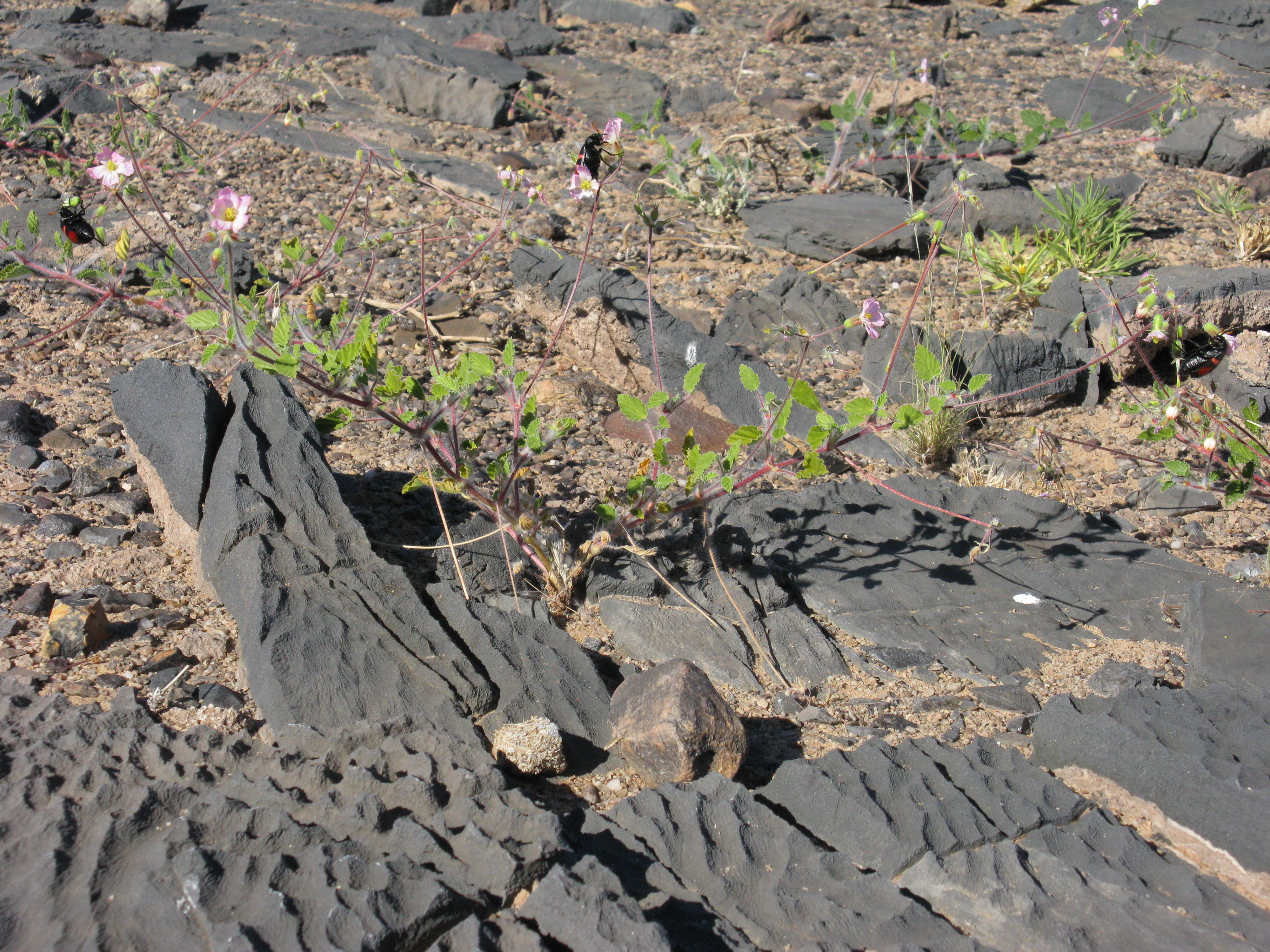
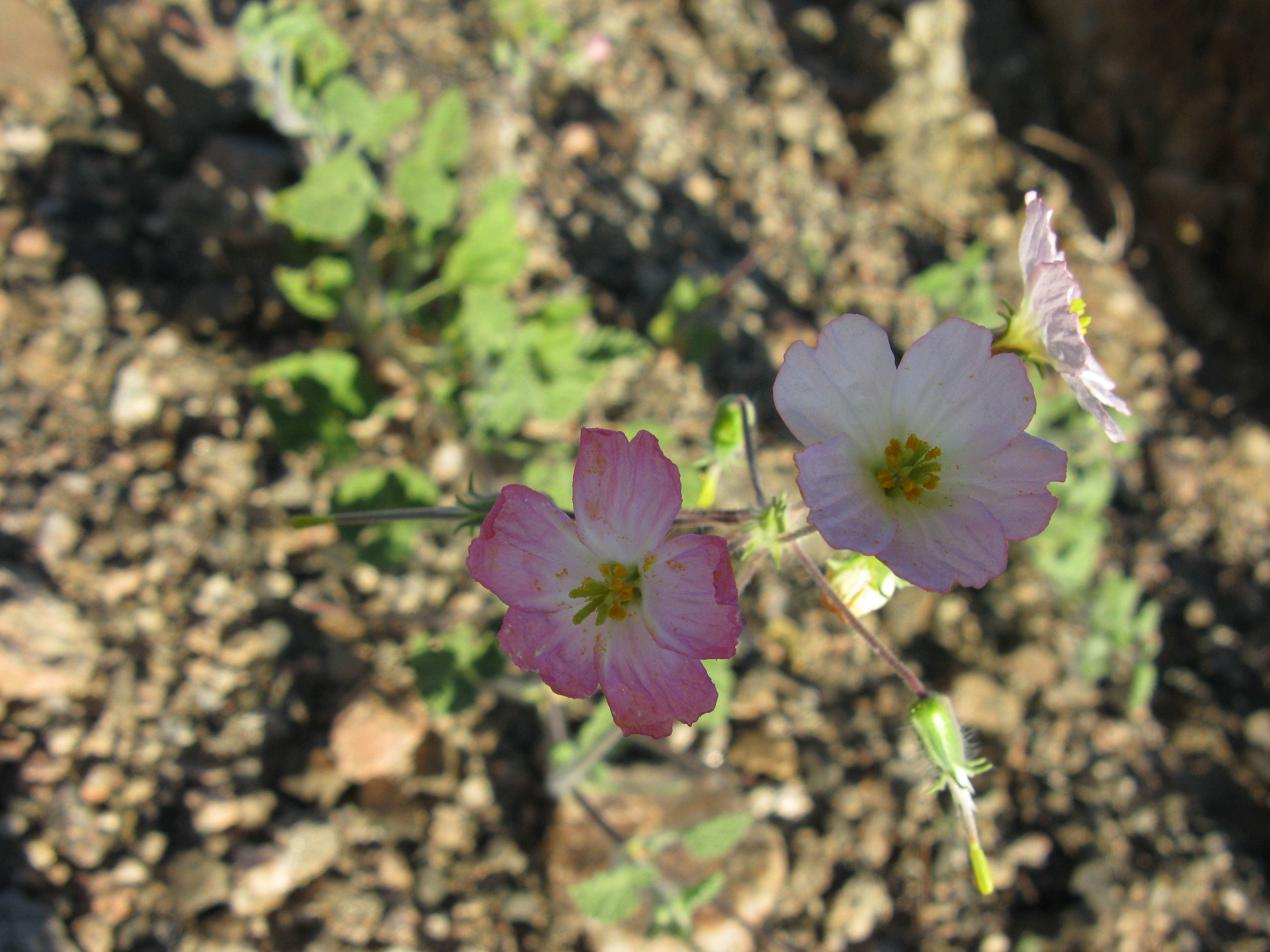